# Балтимор Ориолс
Балтимор Ориолс (англ. Baltimore Orioles) — профессиональный бейсбольный клуб, выступающий в Восточном дивизионе Американской лиги Главной лиге бейсбола. Названа в честь балтиморской иволги, официальной птицы штата Мэриленд. Основан в 1894 году как «Милуоки Брюэрс», выступал в Западной лиге. В 1901 году вошёл в число восьми команд, основавших Американскую лигу. С 1902 по 1953 год выступал под названием «Сент-Луис Браунс». С 1954 года команда базируется в Балтиморе.
В период базирования в Сент-Луисе команда не добивалась серьёзных успехов. Победа в Американской лиге в 1944 году была достигнута на фоне войны и отсутствия ведущих игроков большинства клубов МЛБ.
Наиболее успешный период в истории клуба пришёлся на 60—80-е годы, когда трижды команда выигрывала Мировую серию, три раза уступила в финальных играх и семь раз становилась победителем Восточного дивизиона. Большую часть этого периода команду возглавлял Эрл Уивер — будущий член Зала славы. Лидерами команды были Брукс и Фрэнк Робинсоны, а также питчер Джим Палмер, трижды получавший Приз Сая Янга Американской лиги.
С середины 80-х годов результаты команды пошли на спад. В плей-офф «Ориолс» смогли пробиться только два раза — в 1996 и 1997 годах, после чего на протяжении четырнадцати лет команда завершала сезон с преобладанием поражений. Возрождение клуба началось с приходом на пост главного тренера Бака Шоуолтера, под руководством которого «Иволги» выходили в плей-офф в 2012 и 2014 годах.

## История
История современной команды «Ориолс» восходит к команде «Милуоки Брюэрс», созданной в 1894 году и выступавшей в Западной лиге. В тот период главной лигой в бейсболе считалась Национальная. Осенью 1899 года на встрече владельцев команд Западной лиги было принято решение о смене названия на Американскую и о начале борьбы за статус главной лиги. В 1900 году Американская лига объявила о выходе из бейсбольного Национального соглашения между Национальной лигой и остальными организациями. В 1901 году «Брюэрс» приняли участие в первом в истории сезоне Американской лиги в статусе одной из главных. Команда заняла восьмое место, одержав 48 побед при 89-ти поражениях.

### Сент-Луис Браунс (1902—1953)
В 1902 году клуб переехал в Сент-Луис, Миссури, и получил название «Браунс» в честь команды, выступавшей в 1880-х годах. В сезоне 1902 года команда одержала 78 побед при 58 поражениях и заняла второе место в Американской лиге, но затем наступил длительный спад. В первое десятилетие XX века «Браунс» лишь трижды выиграли более 50 % матчей за сезон. Главным достижением этого периода стала реконструкция стадиона «Спортсмен’c Парк», прослужившего затем до 1966 года.
В 1910 году «Сент-Луис» оказался замешанным в скандале. Хью Челмерс, владелец компании Chalmers Automobile, объявил, что лучший отбивающий Лиги в качестве приза получит автомобиль. Перед последней игрой сезона нелюбимый большинством игроков Тай Кобб из «Детройт Тайгерс» опережал Напа Лахойе из «Кливленда». В последний игровой день сезона Кобб не играл, а Лахойе предстояли две игры против «Браунс». Играющий тренер «Сент-Луиса» Джек О’Коннор отправил третьего бейсмена Реда Корридена в поле, что позволило Лахойе сделать пять хитов подряд бантами на третью базу. Шестой хит был засчитан как ошибка полевого игрока. В результате Кобб опередил оппонента на 0,004 % (38,415 % против 38,411 % у Лахойе). Позднее О’Коннор и тренер «Браунс» Генри Хоуэлл были уволены.

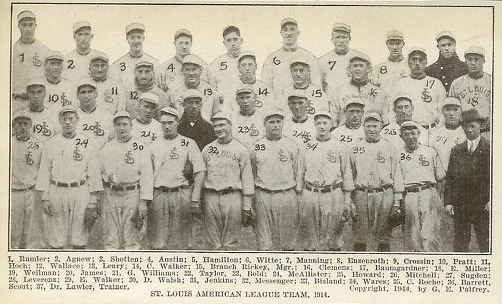
Команда «Сент-Луис Браунс», 1914 год.

В 1915 году тренер Бранч Рикки пригласил в команду Джорджа Сислера, будущего члена Зала славы. В 1920 году Сислер сделал 257 хитов, а процент отбивания составил 40,7 % — рекорд МЛБ, который продержался 84 года. Ведомая им, а также Кеном Уильямсом, Уильямом Джейкобсоном и Джеком Тобином, в начале 1920-х годов команда была одной из лучших в лиге. В 1922 году «Браунс» заняли второе место в Американской лиге, уступив «Нью-Йорк Янкис» всего одну победу. В том же году Сислер стал первым в истории обладателем приза MVP Американской лиги.
Начало 1930-х годов ознаменовалось трудностями, связанными с Великой депрессией. В Национальной лиге успешно выступали соседи из «Сент-Луис Кардиналс». В 1933 году на одну из игр Браунс пришло 33 зрителя. Общая посещаемость матчей команды снижалась и в 1935 году упала до 80 922 зрителей за сезон. Чемпионат 1939 года стал худшим в истории команды — 43 победы при 111-ти поражениях.
В 1941 году владелец команды Дон Барнс предпринял попытку перевезти команду в Лос-Анджелес. Заседание лиги должно было утвердить решение 8 декабря, но днём ранее японцы атаковали Перл-Харбор. Руководство МЛБ единогласно отклонило предложение «Браунс», опасаясь, что поездки в Лос-Анджелес и оттуда могут быть ограничены властями. В годы Второй мировой войны многие игроки-ветераны ушли на фронт и в командах их заменили те, кто был признанным негодным к службе. В составе «Браунс», например, играл однорукий Пит Грей. В 1942 году Сент-Луис впервые с 1929 года провёл успешный сезон, одержав 82 победы при 69-ти поражениях. В 1944 году состав команды полностью состоял из непригодных к военной службе — категория воинского учёта 4F. Этот сезон стал самым успешным для клуба. «Браунс» выиграли Американскую лигу, впервые попав в Мировую серию, но в решающих матчах уступили «Кардиналс».
В 1951 году команду купил Билл Век, пытавшийся различными способами привлечь на трибуны зрителей. На первой игре после приобретения команды он распорядился бесплатно раздавать желающим пиво или содовую. 19 августа 1951 года за «Браунс» вышел отбивающим Эдди Гейдел — самый низкий игрок в истории МЛБ, рост которого составлял 3 фута 7 дюймов (примерно 109 см). Из-за роста его страйк-зона была очень маленькой и питчер бросил четыре болла подряд, позволив Гейделу занять первую базу. Затем его сменил пинч раннер, но показатель OBP Гейдела, равный 100 %, остался в истории.
В 1952 году Век предпринял попытку перевезти команду в Лос-Анджелес, но предложение было отклонено. В том же году владелец «Кардиналс» Фред Сайг был обвинён в уклонении от уплаты налогов и вынужден продать команду. Покупателем стал Август Буш-младший, владелец пивоваренной компании «Anheuser-Busch». Век не мог конкурировать с ним ни по финансовым возможностям, ни по влиянию в Сент-Луисе, где двум командам было тесно. В 1953 году он продал Бушу «Спортсмен’c Парк» за $800 000, а затем, после провала попытки перевезти команду, продал и сам клуб. Покупателями стал атторней Кларенс Майлс и бизнесмен Джерольд Хоффбергер. 27 сентября 1953 года «Браунс» сыграли последний матч в Сент-Луисе, проиграв «Чикаго Уайт Сокс» со счётом 1:2.

### Балтимор Ориолс (с 1954 года)
После переезда в Балтимор команда получила название «Ориолс», имеющее богатую историю в городе и использовавшееся различными командами с 1890-х годов. Сезон 1954 года, первый в Балтиморе, сложился для команды неудачно в спортивном отношении — только седьмое место в Американской лиге и 100 поражений. Но «Ориолс» смогли привлечь болельщиков на трибуны — сезонная посещаемость матчей превысила 1 000 000 зрителей.

#### Годы славы (1966—1983)

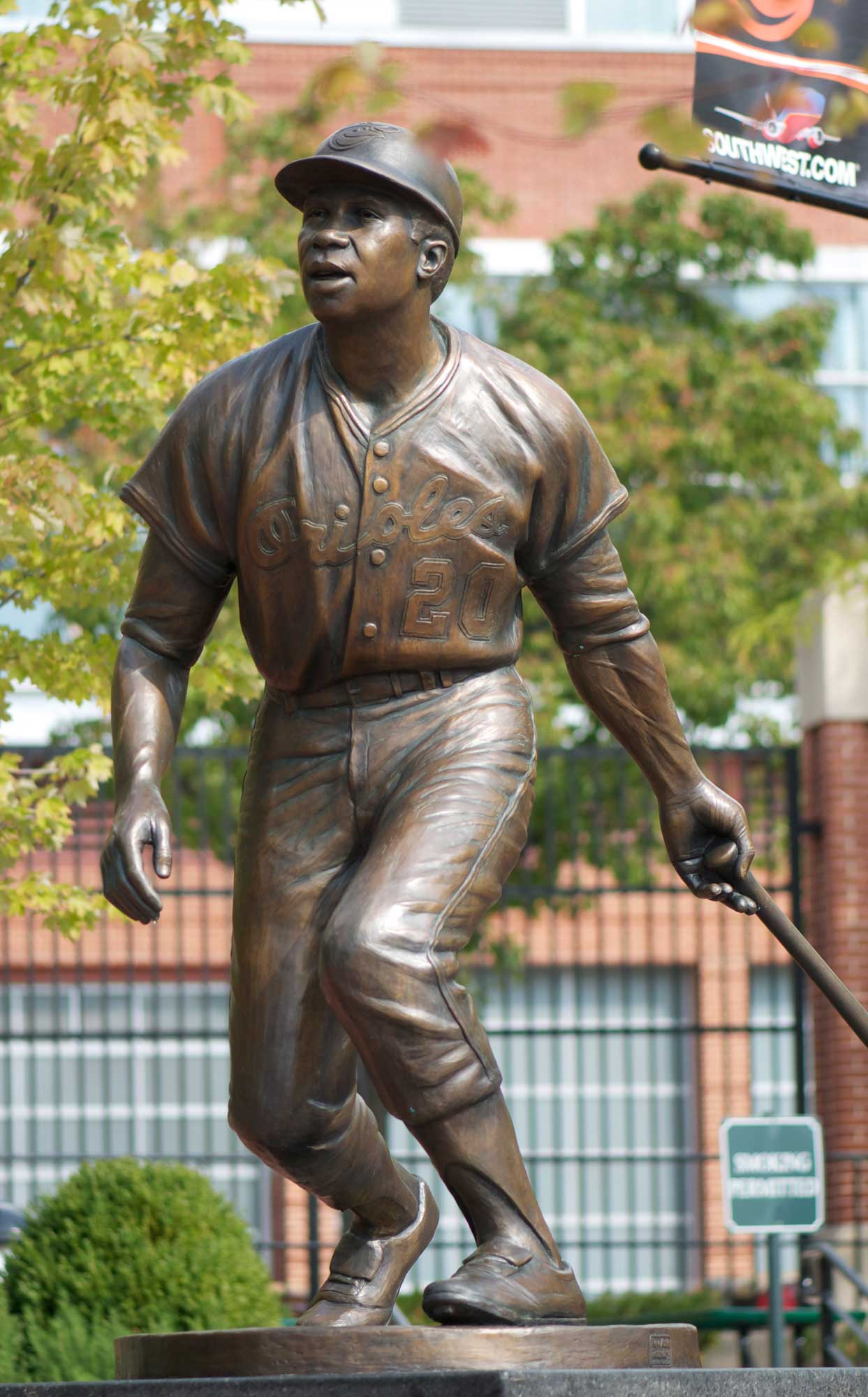
Статуя Фрэнка Робинсона в Балтиморе

В 1960-е годы результаты команды стали улучшаться после приобретения таких игроков как Брукс Робинсон, Буг Пауэлл и, особенно, звезды «Цинциннати Редс» Фрэнка Робинсона. Последний в сезоне 1966 года получил Приз MVP Американской лиги и выиграл Тройную корону — стал лучшим в Лиге по проценту отбивания, RBI и хоум-ранам. Команда выиграла Американскую лигу и Мировую серию, со счётом 4:0 победив «Лос-Анджелес Доджерс». В 1969 году «Иволги» были близки к повторению успеха, но неожиданно проиграли Мировую серию «Нью-Йорк Метс».
Успешно выступала команда в 1970-х годах. Под руководством Эрла Уивера «Ориолс» выиграли Американскую лигу в 1970 и 1971 годах. Мировая серия 1970 года завершилась победой «Балтимора» над «Цинциннати» со счётом 4:1. В 1971 году команда вела в серии со счётом 2:0, но уступила «Питтсбург Пайрэтс». Почти так же сложилась и серия 1979 года, когда «Балтимор» вёл со счётом 3:1, но вновь проиграл «Питтсбургу». Лидерами команды в то время были трёхкратный обладатель Приза Сая Янга Джим Палмер, Кен Синглтон и лучший новичок сезона 1977 года Эдди Мюррей.
Ведомые Мюрреем и Кэлом Рипкеном-младшим, «Ориолс» выиграли Мировую серию 1983 года, последний успех команды на данный момент. В середине 1980-х годов в игре команды наступил спад. В 1986 году впервые за 19 лет «Балтимор» выиграл менее 50 % игр за сезон, а на старте чемпионата 1988 года команда проиграла 21 матч подряд.

#### Переезд на Ориол-парк, эпоха Кэла Рипкена и падение (1992—2011)
6 апреля 1992 года команда переехала на новый стадион — «Ориол-парк на Кемден-ярдс». В 1993 году на нём состоялся Матч всех звёзд МЛБ. 4 октября 1993 года новыми владельцами клуба стала группа инвесторов во главе с бизнесменом Питером Ангелосом. Сумма сделки составила $173 миллиона, что на тот момент стало рекордом для спортивных команд.
В 1995 году Кэл Рипкен побил «вечный» рекорд Лу Герига, сыгравшего в 2 130 матчах подряд. Известный также под прозвищем «Железный человек», Рипкен прервал серию в 1998 году, установив новую планку рекорда на отметке 2 632 игры.

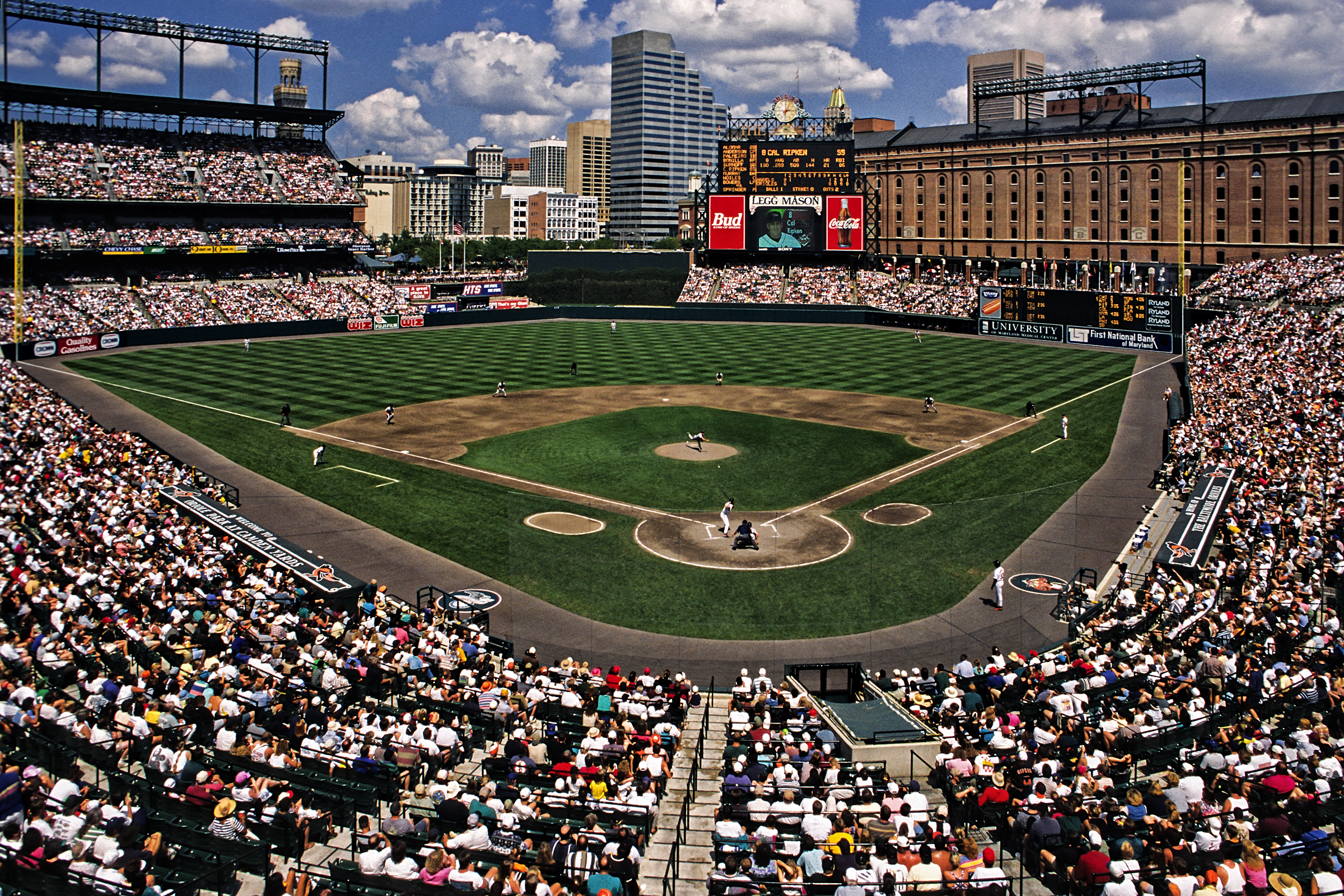
«Ориол-парк» в сентябре 1996 года

В 1996 году команда сумела пробиться в плей-офф, но в Чемпионской серии Американской лиги уступила «Нью-Йорк Янкис» со счётом 1:4. В следующем году «Иволги», ведомые Роберто Аломаром и Рафаэлем Пальмейро, выиграли свой дивизион, но в плей-офф проиграли «Кливленду» со счётом 2:4. С 1998 года началась затяжная неудачная серия из 14-ти сезонов подряд с преобладанием поражений. «Ориолс» продолжали неплохо играть в нападении, но слабость питчеров перечёркивала все усилия отбивающих. В 2002 году команда начала выступления уверенно — Родриго Лопес одержал 14 побед, а Хорхе Хулио сделал 31 сейв и претендовал на приз Новичку года. Затем наступил спад и из последних 36 матчей «Ориолс» выиграли всего 4, завершив сезон на четвёртом месте в дивизионе.
Неудачно завершился чемпионат 2003 года, несмотря на то, что команда играла удачнее (79 поражений из 91-го были с разницей в одно или два очка). В одном дивизионе с мощными «Бостон Ред Сокс», «Янкис» и «Торонто Блю Джейс» этого оказалось недостаточно и «Ориолс» вновь остались четвёртыми. По завершении чемпионата был уволен менеджер Майк Харгроув и подписаны контракты с кэтчером Хави Лопесом и шортстопом Мигелем Техадой. В 2004 году пост менеджера команды занял Ли Маццилли. Под его руководством нападение «Ориолс» стало одним из сильнейших в Американской лиге — процент отбивания команды составил 28,1 %. Мигель Техада сделал 150 RBI, лидируя в МЛБ по этому показателю. Вмешаться в борьбу за выход в плей-офф помешала слабая игра питчеров, особенно в первой половине сезона. Команда финишировала на третьем месте в дивизионе, одержав 78 побед при 84-х поражениях.
Перед стартом сезона 2005 «Балтимор» подписал контракт с Сэмми Сосой, в прошлом MVP Национальной лиги. Переход не оправдался, Соса сделал всего 14 хоум-ранов и 45 RBI. Несмотря на это, «Ориолс» уверенно начали чемпионат и после двух месяцев шли на первом месте, имея в активе 31 победу. Перед перерывом на Матч всех звёзд травму получил один из лидеров команды Брайан Робертс после чего «Иволги» проиграли 12 матчей из 17-ти, потеряв лидерство. В скандале с употреблением стероидов оказался замешан Рафаэль Пальмейро. Осенью падение «Ориолс» продолжилось и команда завершила сезон на четвёртом месте в дивизионе.
В 2008 году президент клуба по бейсбольным операциям Энди Макфэйл предпринял попытку перестроить команду. Главные звёзды «Ориолс» — Техада и Эрик Бедар — были обменяны в «Хьюстон Астрос» и «Сиэтл Маринерс» соответственно. Первую половину сезона команда выступала стабильно, но в сентябре провалилась, выиграв всего 5 матчей из 25-ти. По итогам сезона «Иволги» впервые за двадцать лет заняли последнее место в дивизионе. Следующие два сезона также выдались неудачными. В июне 2010 года, после серии из восьми поражений подряд, был уволен главный тренер команды Дэйв Трембли. В конце июля пост занял Бак Шоуолтер. К моменту его прихода «Ориолс» выиграли 32 игры при 73-х поражениях, а под руководством Шоуолтера в последние два месяца регулярного чемпионата «Иволги» показали лучший результат в МЛБ — 34 победы при 23 поражениях.
После удачной концовки предыдущего сезона успешно стартовали «Иволги» и в 2011 году. В стартовых семи матчах было одержано шесть побед. Затем последовала серия из восьми поражений и команда вновь опустилась вниз в турнирной таблице. К перерыву на Матч всех звёзд «Ориолс» шли на последнем месте с 36-ю победами при 52-х поражениях. В концовке сезона «Балтимор» внес свой вклад в борьбу за второе место в дивизионе. Из последних трёх игр против «Бостон Ред Сокс» команда выиграла две, что вывело на второе место «Тампу».

#### Эра Дюкетта и Шоуолтера (2011 — 2018)

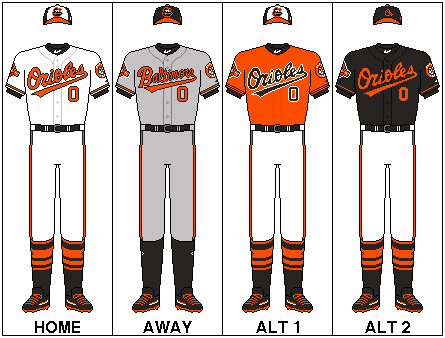
Форма «Ориолс» c 2012 года

Сезон 2012 года команда без особых надежд на успех, несмотря на усиление. Перед стартом состав «Ориолс» пополнили Джейсон Хэммел и Чэнь Вэйинь. К середине сезона команда отставала от лидирующих в дивизионе «Янкис» на десять побед. На первый план вышел сильный буллпен «Ориолс», позволивший выиграть ряд матчей в концовках. Ярко проявил себя Джим Джонсон, сделавший за сезон 51 сейв и ставший лучшим в Американской лиге по этому показателю. До конца регулярного чемпионата команда боролась с Янкис за победу в дивизионе. Всего в чемпионате «Ориолс» одержали 93 победы, заняв второе место в дивизионе, а в матче за wild card Американской лиги обыграла «Техас Рейнджерс». Заметным достижением стала серия из 16-ти подряд выигранных в экстра-иннингах матчей.
Развить успех в следующем сезоне команде не удалось, несмотря на удачный старт. Крис Дэвис стал четвёртым игроком в истории Лиги, сделавшим хоум-ран в четырёх стартовых играх сезона. Хорошо проявил себя и Мэнни Мачадо, отбивавший с показателем 28,3 %. Июнь команда закончился с 47-ю победами при 36-ти поражениях. Нестабильная игра питчеров не позволила команде сохранить форму и «Ориолс» разделили с «Янкис» третье место в дивизионе, одержав 85 побед при 77-ми поражениях.

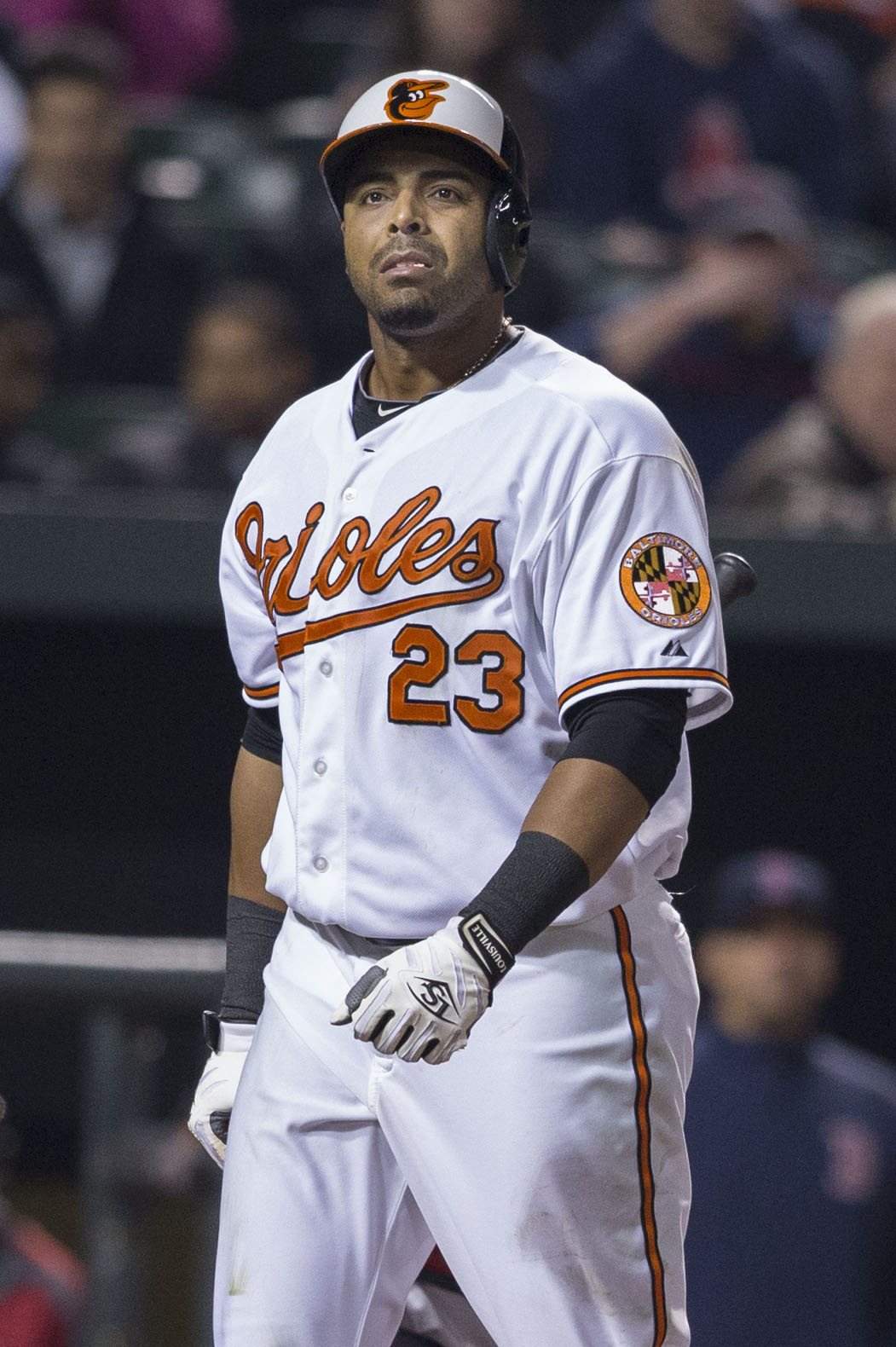
Нельсон Крус в составе «Ориолс»

Перед стартом чемпионата 2014 года «Балтимор» подписал контракт с Нельсоном Крусом, призванным заменить травмированного Мачадо. Первые два месяца «Ориолс» удерживали 50 % побед, но затем результаты пошли вверх. 5 июля после победы на «Ред Сокс» команда возглавила таблицу дивизиона и сохранила лидерство до конца чемпионата. Впервые за семнадцать лет «Иволги» выиграли дивизион, а Бак Шоуолтер получил Приз менеджеру года. В концовке сезона команда лишилась Криса Дэвиса, получившего 25-матчевую дисквалификацию за использование амфетаминов. В Дивизионной серии Американской лиги «Ориолс» со счётом 3:0 одержали победу над «Детройт Тайгерс». Впервые с 1997 года команда сыграла в Чемпионской серии Американской лиги, но уступила серию «Канзас-Сити Роялс» «всухую» — 0:4.
В начале 2015 года команда потеряла ряд игроков, у которых завершились контракты. Самой большой потерей стал уход Нельсона Круса. 27 и 28 апреля из-за беспорядков были отменены две игры против «Ред Сокс». Третий матч серии, 29 апреля, состоялся при пустых трибунах, став первой такой игрой в истории МЛБ. Кроме того, следующая домашняя игра «Ориолс» была перенесена на поле соперника. Команда завершила сезон с 50 % побед, заняв третье место в дивизионе.
В чемпионате 2016 года «Ориолс» стартовали с семи побед подряд. Пришедший из «Сиэтл Маринерс» Марк Трамбо начал с пяти хоум-ранов в десяти играх. К перерыву на Матч всех звёзд «Балтимор» возглавлял таблицу дивизиона. В августе команда повторила рекорд МЛБ, сделав 55 хоум-ранов за календарный месяц. Команда финишировала с 89-ю победами, получив право сыграть за wild card против «Торонто Блю Джейс». Матч завершился победой «Торонто» со счётом 5:2.
В 2017 году «Ориолс» выступали неудачно, впервые с 2011 года проведя проигрышный сезон, и заняли пятое место в дивизионе.
Регулярный чемпионат 2018 года стал для клуба худшим за всё время выступлений в МЛБ. По ходу сезона «Балтимор» начал обновление состава, обменяв по ходу сезона ряд основных игроков, включая Мэнни Мачадо. Команда потерпела 115 поражений, превзойдя «достижение» «Сент-Луис Браунс» 1939 года. После завершения сезона было объявлено, что главный тренер Бак Шоуолтер и генеральный менеджер Дэн Дюкетт покидают свои посты.
Подводя итоги их деятельности газета The Baltimore Sun отмечала хороший подбор перспективной молодёжи на позициях аутфилдеров, включая пришедшего летом 2018 года кубинца Юснеля Диаса. Команда осталась с хорошим подбором реливеров, включавшей игроков уровня МЛБ Майкла Гивенса, Таннера Скотта и Мигеля Кастро, а также перспективных Зака Поупа, Коди Кэрролла и Эвана Филлипса. Несмотря на очень слабое выступление в 2018 году, продолжил действовать долгосрочный контракт Криса Дэвиса, который потенциально является одним из сильнейших отбивающих клуба.

## Символика

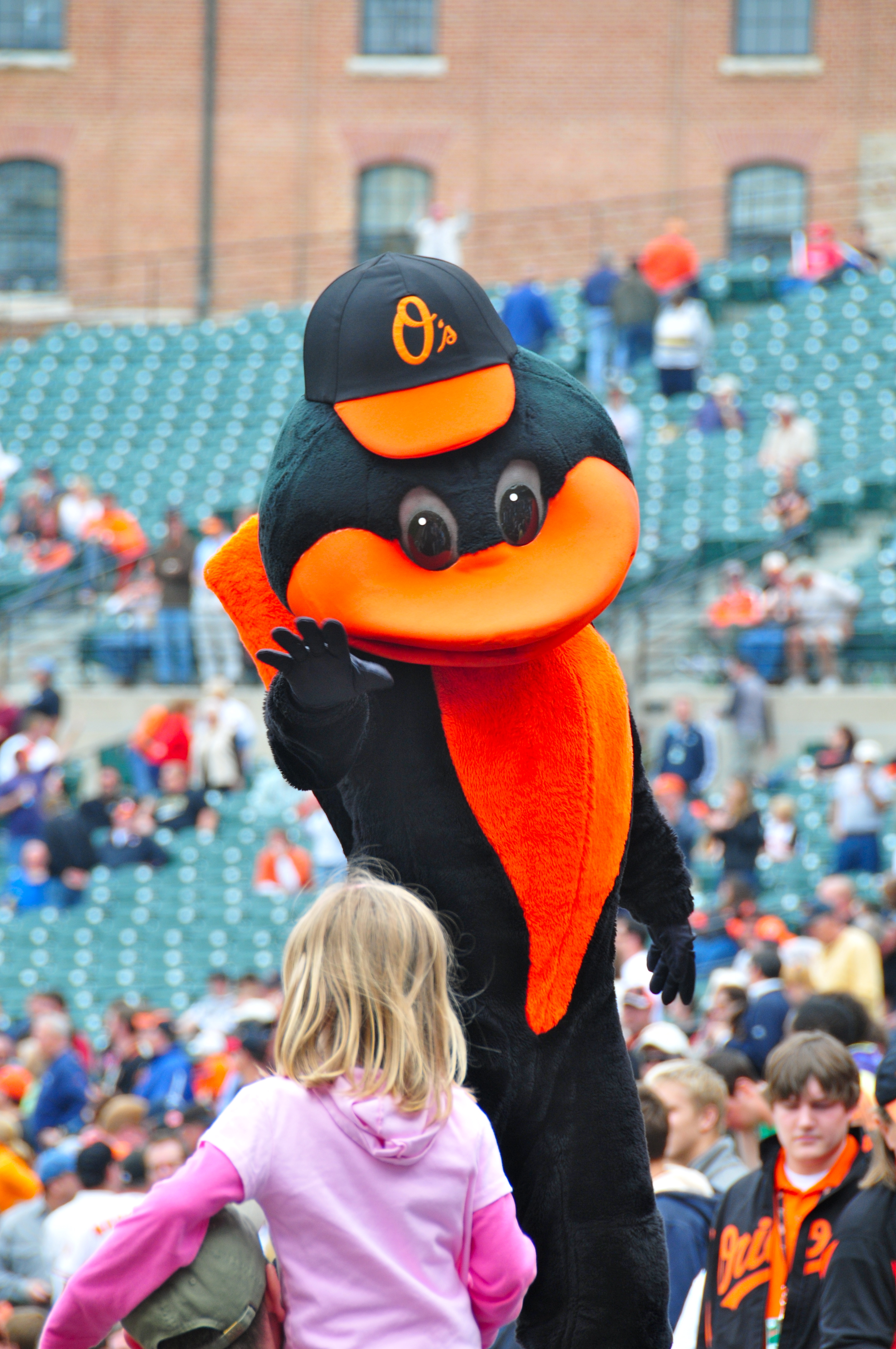
Oriole Bird — маскот команды с 1979 года.

С момента переезда в Балтимор в 1954 году основным элементом клубной эмблемы является изображение птицы. Исключением стал сезон 1963 года, в котором на бейсболках игроков была нанесена оранжевая буква «B». В 1966 году впервые появилось изображение «мультяшной» птицы. Эмблема не менялась на протяжении двадцати трёх сезонов (до 1988 года), включая самый успешный период в истории команды. В 1989 году её сменило орнитологически правильное изображение иволги. В 2012 году на эмблему вернулось «мультяшное» изображение, с появлением которого прервалась серия из четырнадцати неудачных сезонов команды.
Форма, которую команда использовала с 1954 года, была простой — домашняя белая и выездная серая рубашки с диагональной надписью Orioles поперёк груди. На следующий год вокруг надписи была добавлена окантовка. Тогда же появилась нашивка на плече, ставшая предшественником «мультяшной» эмблемы команды. В 1956 году надпись на груди сменили на название города — Baltimore, использовавшаяся до 1962 года. Дизайн самой формы не изменялся до 1963 года, единственным дополнением стали игровые номера спереди. В 1971 году команда впервые представила комплект альтернативной формы — рубашка и брюки оранжевого цвета, надпись наносилась чёрным цветом с белой окантовкой. Также ряд матчей команда провела в пуловерах вместо рубашек.

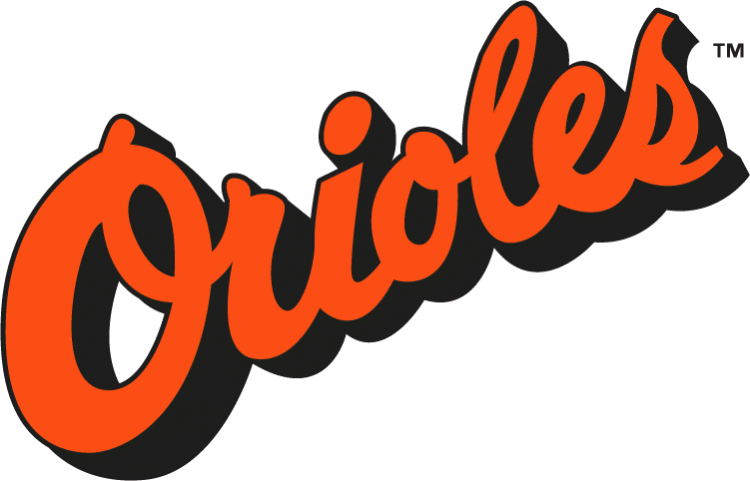
Надпись, наносившаяся на рубашки с 1988 по 1994 год.

В 1993 году в качестве альтернативной формы начала использоваться чёрная. В рубашках этого цвета команда проводила пятничные матчи. В 1995 году был изменён шрифт надписи, оранжевый и чёрный цвет поменяли местами. В 1999 году Иволги провели сезон в футуристичной форме. На один из матчей команда вышла в чёрной форме с белой надписью, полностью убрав оранжевый цвет. В 2010 году надпись снова стала оранжевой с чёрным кантом. В 2009 году на выездной форме вновь появилась надпись Baltimore. В 2012 году команда снова начала использовать комплект оранжевой формы, в которой проводились субботние матчи.
Талисманом команды с 6 апреля 1979 года является антропоморфная птица Oriole Bird.

## Музыкальные традиции
Традиция музыкальной паузы в середине седьмого иннинга закрепилась в МЛБ во время Мировой серии 1918 года. Во время первого матча серии было предложено исполнить «Знамя, усыпанное звёздами» в честь сражавшихся во время Первой мировой. Это понравилось болельщикам и до конца серии гимн исполнялся на каждом матче. Затем традиция распространилась на все стадионы МЛБ.
В 1975 году менеджер «Ориолс» Фрэнк Кэшен распорядился играть на стадионе популярную музыку, чтобы привлечь молодёжь на трибуны. Позднее в том же году, шортстоп команды Марк Беланже и его жена Ди предложили попробовать песню Джона Денвера «Thank God I'm a Country Boy». Болельщикам и игрокам команды песня понравилась и традиция закрепилась. В матче открытия сезона 1980 года болельщики освистали мелодию «Oriole Magic», заигравшую вместо привычной музыки. С 1994 года перед песней Денвера в паузе также проигрывается «Take Me Out to the Ball Game» — неофициальный гимн бейсбола.
Традиционным является и крик болельщиков «Oh!» в конце первого куплета гимна США. Этот возглас также используется болельщиками команды «Балтимор Рэйвенс», а на Олимпиаде 2016 фанаты таким образом приветствовали уроженца Балтимора Майкла Фелпса на церемонии награждения.

## Игроки
См. также Игроки «Балтимор Ориолс»

### Члены Зала бейсбольной славы
В списке приведены персоналии, включённые в Зал славы за свои заслуги в составе команды за всё время выступления в МЛБ.

### Зал славы «Балтимор Ориолс»
Зал славы «Иволг» был основан в 1977 году. Первыми его членами стали Брукс и Фрэнк Робинсоны. В 1995 году была учреждена «Премия Херберта Армстронга», вручаемая тем, кто не выступал за «Ориолс», но внёс значительный вклад в историю команды. Памятные таблички, посвящённые членам Зала славы, расположены на стене «Ориол-парка» вдоль Юто-стрит.

### Выведенные из обращения номера
Официально клубом выведены из обращения шесть номеров. Игроки, которыми они принадлежали, на момент вывода из обращения были избраны в Зал бейсбольной славы (единственное исключение — номер 8, под которым выступал Кэл Рипкен-мл., изъятый в 2001 году сразу после завершения игроком карьеры). Кроме того, неофициально не используются номера 7 (Кэл Рипкен-ст.), 44 (Элрод Хендрикс) и 46 (Майк Флэнаган).

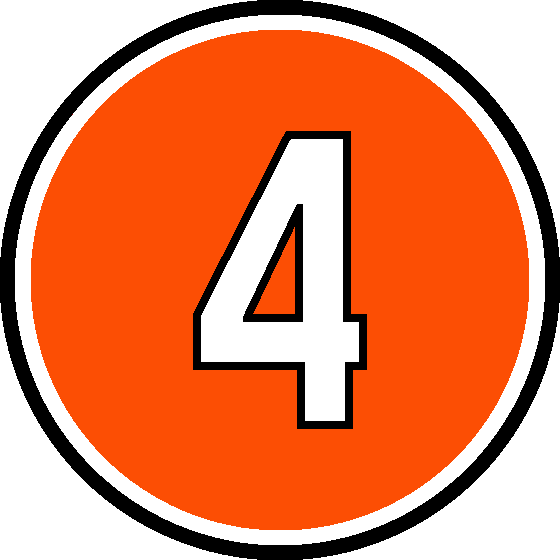
Эрл Уивер тренер, менеджер 19 сентября 1982
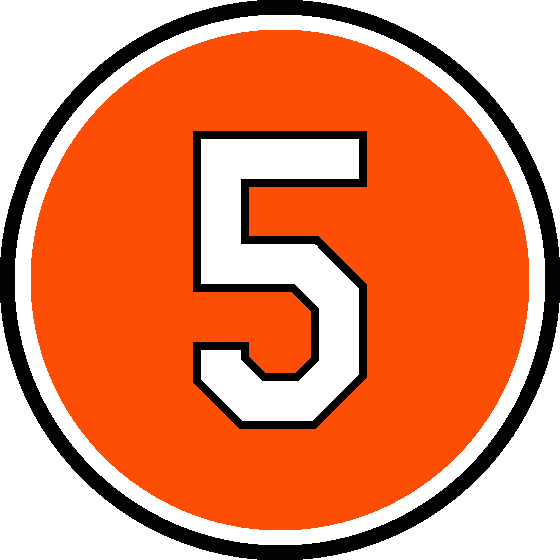
Брукс Робинсон игрок третьей базы 14 апреля 1978
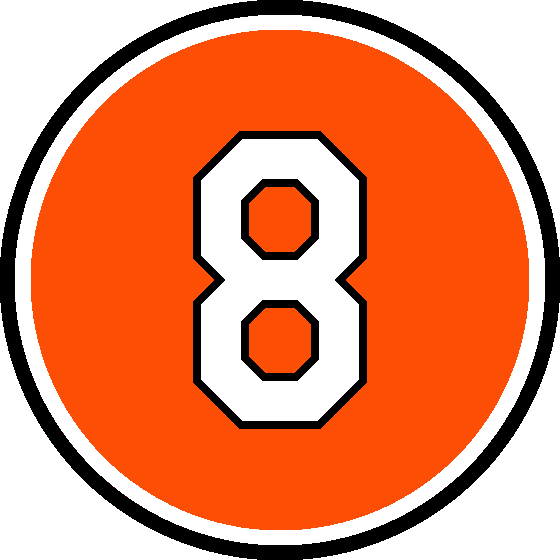
Кэл Рипкен-мл. SS, 3B 6 октября 2001
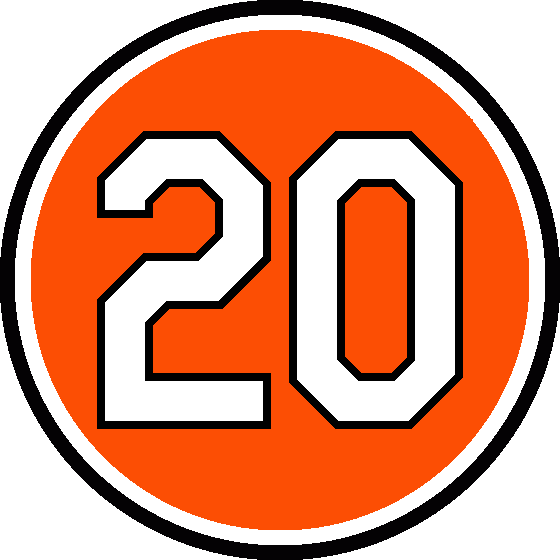
Фрэнк Робинсон RF, тренер, менеджер 1972
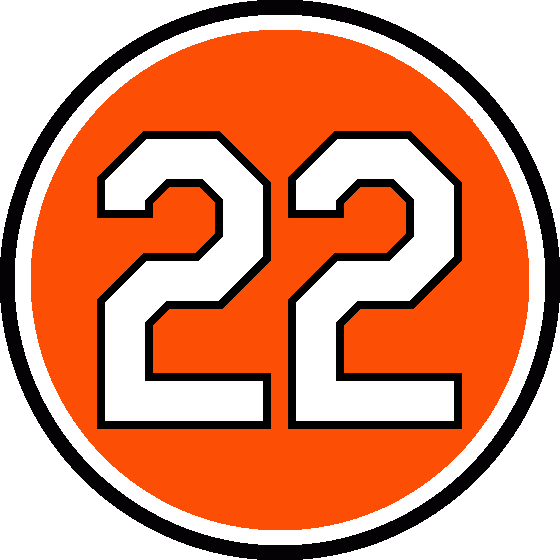
Джим Палмер питчер 1 сентября 1985
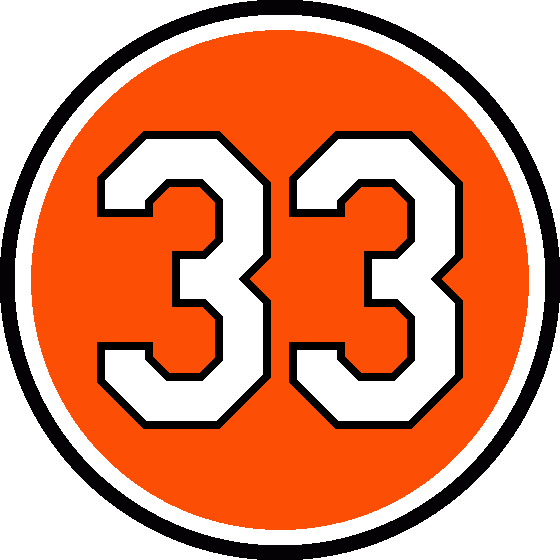
Эдди Мюррей 1B, DH 7 июня 1998
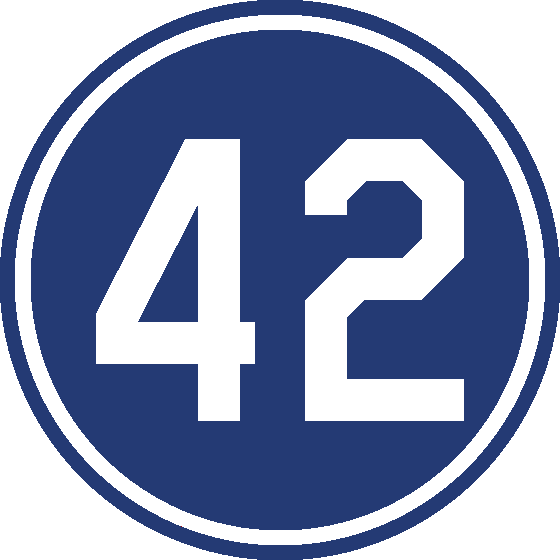
Джеки Робинсон выведен из обращения в МЛБ 15 апреля 1997

### Текущий состав
Состав приведён по состоянию на 24 августа 2020 года

## Тренеры
В разделе приведён список тренеров команды с начала выступлений в МЛБ.
| - Хью Даффи (1901) - Джимми Макалир (1902—1909) - Джек О’Коннор (1910) - Бобби Уоллес (1911—1912) - Джордж Стовелл (1912—1913) - Джимми Остин (1913) - Бранч Рикки (1913—1915) - Филдер Джонс (1916—1918) - Джимми Остин (1918) - Джимми Бурк (1918—1920) - Ли Фоль (1921—1923) - Джимми Остин (1923) - Джордж Сислер (1924—1926) - Дэн Хоули (1927—1929) - Билл Киллефер (1930—1933) - Аллен Соторон (1933) - Роджерс Хорнсби (1933—1937) | - Джим Боттомли (1937) - Габби Стрит (1938) - Оскар Мелильо (1938) - Фред Хани (1939—1941) - Люк Сьюэлл (1941—1946) - Зак Тейлор (1946) - Мадди Руэль (1947) - Зак Тейлор (1948—1951) - Роджерс Хорнсби (1952) - Марти Мэрион (1952—1953) - Джимми Дайкс (1954) - Пол Ричардс (1955—1961) - Лум Харрис (1961) - Билли Хичкок (1962—1963) - Хэнк Бауэр (1964—1968) - Эрл Уивер (1968—1982) - Джо Альтобелли (1983—1985) | - Кэл Рипкен (1985) - Эрл Уивер (1985—1986) - Кэл Рипкен (1987—1988) - Фрэнк Робинсон (1988—1991) - Джонни Оутс (1991—1994) - Фил Реган (1995) - Дэйви Джонсон (1996—1997) - Рэй Миллер (1998—1999) - Майк Харгроув (2000—2003) - Ли Маццилли (2004—2005) - Сэм Перлоццо (2004—2005) - Дэйв Трембли (2007—2010) - Хуан Самуэль (2010) - Бак Шоуолтер (2010—2018) - Брэндон Хайд (2019—н. в.) |

## Аффилированные команды
В таблице приведены команды, входящие в систему «Ориолс» по состоянию на 2017 год.
| Уровень | Команда            | Город              | Лига                          |
| ------- | ------------------ | ------------------ | ----------------------------- |
| AAA     | Норфолк Тайдс      | Норфолк, Виргиния  | Международная лига            |
| AA      | Боуи Бэйсокс       | Боуи, Мэриленд     | Восточная лига                |
| A+      | Фредерик Киз       | Фредерик, Мэриленд | Лига Каролины                 |
| A       | Делмарва Шорбёрдз  | Солсбери, Мэриленд | Южно-Атлантическая лига       |
| SSA     | Абердин АйронБёрдз | Абердин, Мэриленд  | Лига Нью-Йорка — Пенсильвании |

## Финансовое положение
По оценке журнала Forbes в 2017 году команда занимала 9-е место в МЛБ по размеру платёжной ведомости — 164,3 млн долларов США. Суммарная стоимость клуба по состоянию на апрель 2017 года оценивается в 1 млрд 175 млн долларов США, это 19-й показатель в МЛБ. По сравнению с 2016 годом он увеличился на 18 %. В 2008 году этот показатель равнялся 398 млн. Затраты на выплаты игрокам составили 162 млн долларов. Средняя стоимость билета на стадион составляла 30 долларов.

## Статистика

### Подающие
В разделе приведены данные о лучших результатах по основным статистическим показателям за всё время выступления команды в МЛБ.

#### За сезон
- ERA — Барни Пелти[англ.] — 1,59 (1906)
- Победы — Урбан Шокер — 27 (1921)
- Сэйвы — Джим Джонсон[англ.] — 51 (2012)
- Страйкауты — Руби Уодделл[англ.] — 232 (1908)

#### За карьеру
- ERA — Харри Хоуэлл[англ.] — 2,06
- Победы — Джим Палмер — 268
- Сэйвы — Грегг Олсон[англ.] — 160
- Страйкауты — Джим Палмер — 2 212

### Отбивающие
В разделе приведены данные о лучших результатах по основным статистическим показателям за всё время выступления команды в МЛБ.

#### За сезон
- Процент отбивания — Джордж Сислер[англ.] — 42,0 (1922)
- Пробежки — Харлонд Клифт[англ.] — 145 (1936)
- Хиты — Джордж Сислер[англ.] — 257 (1920)
- Хоум-раны — Крис Дэвис — 53 (2013)
- RBI — Кен Уильямс — 155 (1922)

#### За карьеру
- Процент отбивания — Генри Мануш[англ.] — 36,2
- Пробежки — Кэл Рипкен-мл. — 1647
- Хиты — Кэл Рипкен-мл. — 3184
- Хоум-раны — Кэл Рипкен-мл. — 431
- RBI — Кэл Рипкен-мл. — 1695

## Награды
В разделе приведены сведения об игроках клуба, становившихся обладателями главных ежегодных наград МЛБ.

### MVP Американской лиги
Награда вручается самому ценному игроку регулярного чемпионата Американской лиги с 1931 года. Лауреат определяется голосованием членов Ассоциации бейсбольных журналистов Америки. C 1944 года приз официально называется «Кенесо Маунтин Лэндис Мемориал Эворд» в честь бывшего комиссара Лиги.
- Брукс Робинсон — 1964
- Фрэнк Робинсон — 1966
- Буг Пауэлл[англ.] — 1970
- Кэл Рипкен-мл. — 1983, 1991

### Приз Сая Янга
Награда названа в честь питчера Сая Янга, выигравшего больше всех матчей в истории Лиги, и вручается с 1956 года. С 1967 года вручается два приза — лучшим питчерам Американской и Национальной лиг.
- Майк Куэльяр[англ.] — 1969
- Джим Палмер — 1973, 1975, 1976
- Майк Флэнаган — 1979
- Стив Стоун[англ.] — 1980

### Приз новичку года
Награда вручается по результатам голосования членов Ассоциации бесбольных журналистов Америки. В 1947 и 1948 году определялся лучший новичок МЛБ, с 1949 года обладатель приза определяется в Американской и Национальной лигах отдельно. С 1987 года приз называется в честь Джеки Робинсона.
- Рон Хансен[англ.] — 1960
- Кёртис Блефейри[англ.] — 1965
- Эл Бамбри[англ.] — 1973
- Эдди Мюррей[англ.] — 1977
- Кэл Рипкен-мл. — 1982
- Грегг Олсон[англ.] — 1989

### Приз менеджеру года
Награда вручается лучшему менеджеру года с 1983 года. Обладатель приза определяется в каждой лиге отдельно по итогам голосования членов Ассоциации бесбольных журналистов Америки.
- Фрэнк Робинсон — 1989
- Дэйви Джонсон[англ.] — 1997
- Бак Шоуолтер[англ.] — 2014